# Malmesser

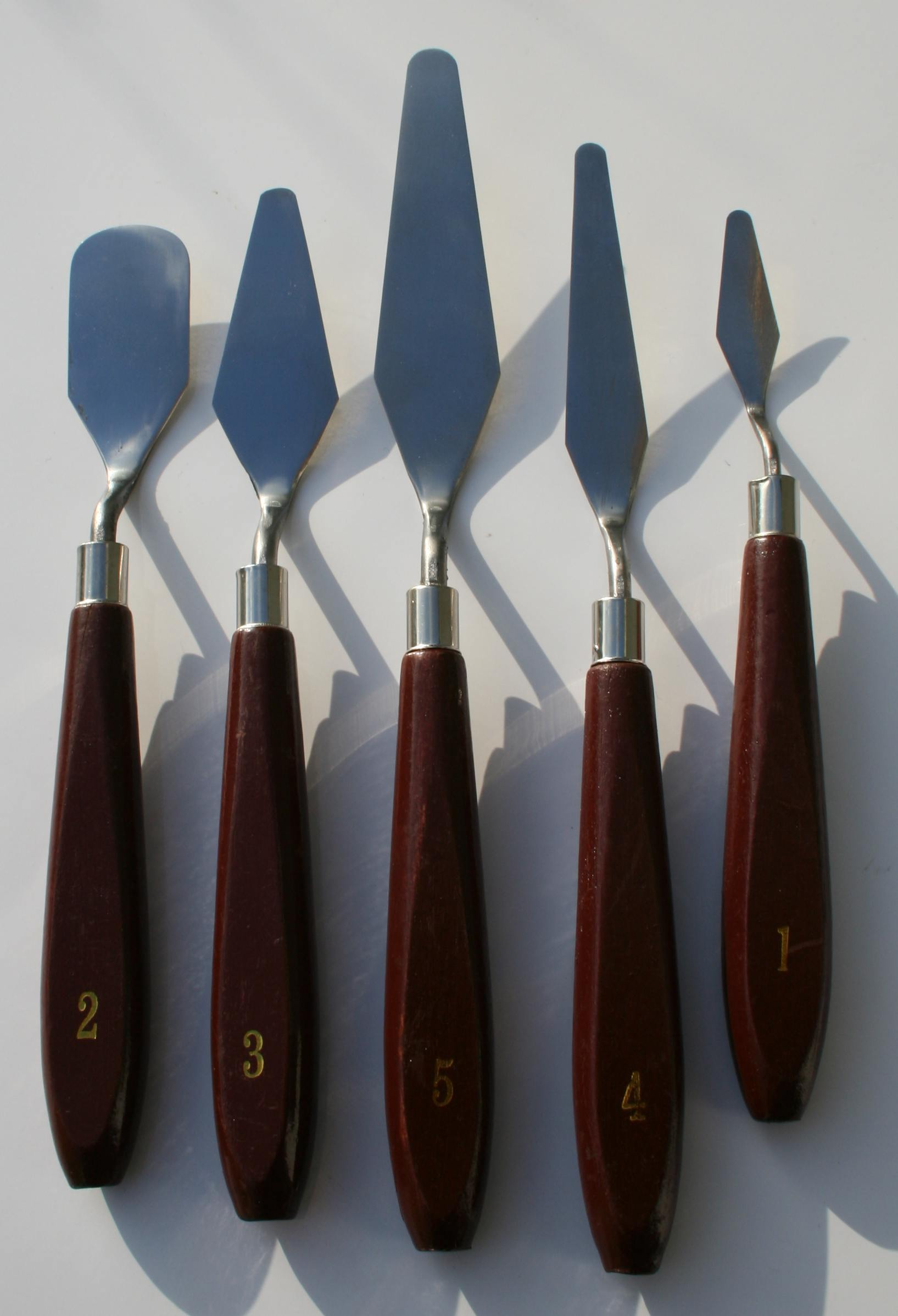
Malmesser mit verschiedenen Klingen

Ein Malmesser (auch Palettenmesser, Farbenmesser, oder Malspachtel) ist ein Werkzeug, das bei der Malerei verwendet wird.
Malmesser ähneln Spateln und Stuckateureisen, haben jedoch ein dünneres und flexibleres Blatt als die meisten anderen spachtelähnlichen Werkzeuge.
Das Malmesser wird benutzt, um Farben auf der Palette zu vermischen oder um zu viel aufgetragene Farbe von der Leinwand zu entfernen. Vor allem bei der Impasto-Technik und der Verwendung besonders pastoser Farben wird es auch anstelle des Pinsels zum Auftrag der Farbe auf den Malgrund genutzt. Dabei können direkt beim Auftrag Strukturen und Plastizität erzeugt werden. Diese Technik wurde besonders ab 1870 von avantgardistischen Künstlern wie Gustave Courbet genutzt. Vereinzelt ist sie auch schon beim späten Rembrandt nachgewiesen.

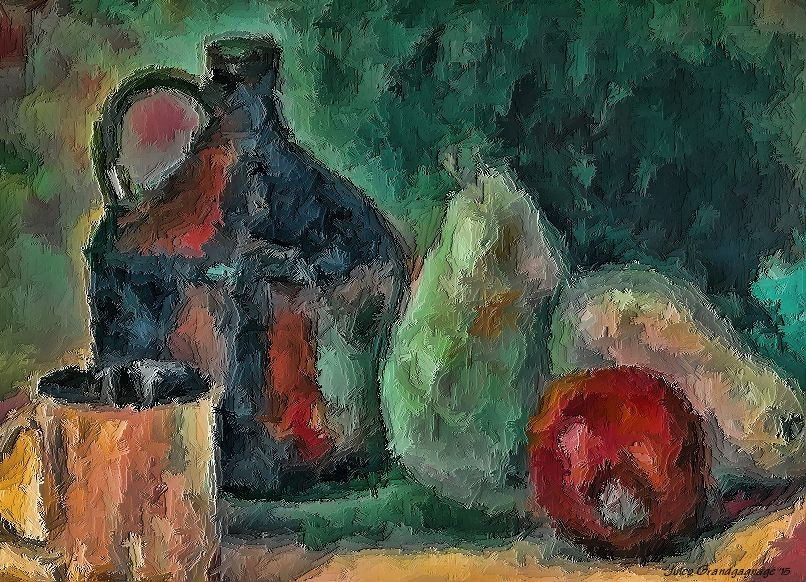
Mit einem Malmesser gefertigtes Stillleben

Malmesser bestehen im Regelfall aus einem hölzernen Griff, an dem mit einer Messingzwinge eine elastische Klinge angebracht ist. Die Klinge ist abgewinkelt, damit die führende Hand parallel zur Leinwandoberfläche gehalten werden kann. Sie besteht aus rostfreiem Edelstahl. Malmesser werden mit unterschiedlichen spatelförmigen Klingen angeboten. Die Unterschiede liegen in der Länge der Klingen und in der Form, die spitz oder flach, symmetrisch oder asymmetrisch ausgelegt sein kann. Im 19. Jahrhundert bestanden die Spatel auch aus Horn, Buchsbaum oder Elfenbein.
Malmesser können auch komplett aus Kunststoff bestehen.